# Francesco Brizio

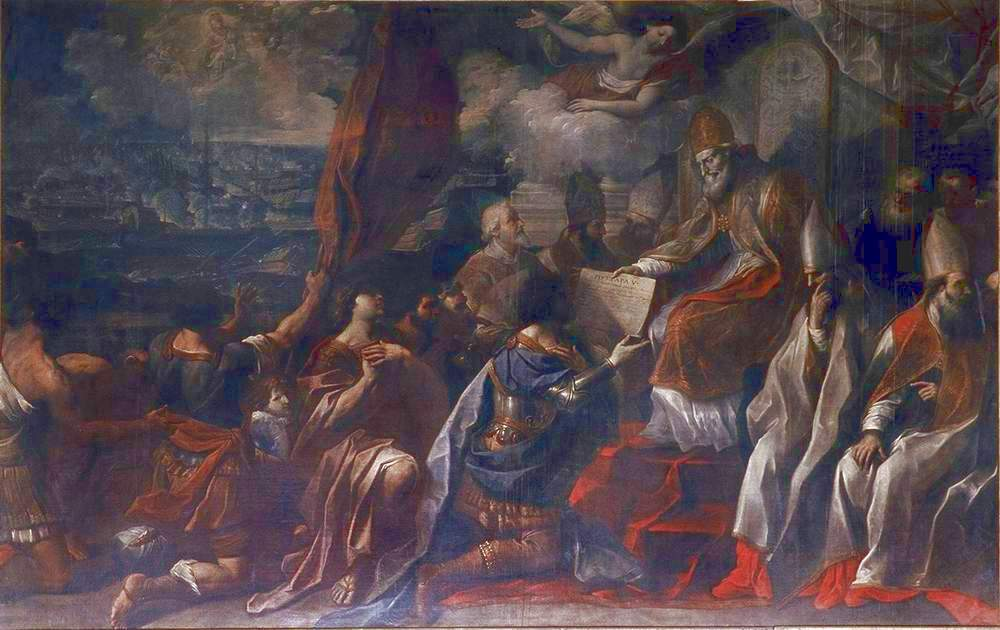
Pio V remite el nombramiento de Juan de Austria como virrey de Sicilia tras la batalla de Lepanto, Catedral de Bastia.

Francesco Brizzi (o Brizio), (Bolonia, 1574 - Bolonia, 1623) fue un pintor y grabador italiano, activo durante el Barroco.

## Biografía
Estudió como aprendiz de Bartolomeo Passerotti, para después ingresar en la Accademia degli Incamminati de los Carracci, tomando parte en diversos proyectos bajo la dirección de Ludovico Carracci. Entre ellos podemos citar los frescos del Palazzo Fava en Bolonia (1598-1600) con Escenas de la Eneida, donde parece que se encargó de la última estancia junto a Leonello Spada; también participó en la decoración del Oratorio de Santa Maria dell'Orazione (Subida al Calvario, 1600) y otras en el claustro del monasterio de San Michele in Bosco (Historias de San Benito, casi perdidas, 1604-05), todo ello en Bolonia.
Durante la estancia de Ludovico en Roma (1602) se hizo cargo del taller del maestro. Ya como artista independiente, siguió colaborando con Spada y Lucio Massari, sus condiscípulos.
Durante toda su carrera, ya sea como frescante o como autor de obras de caballete, su deuda con Ludovico Carracci fue más que evidente. Malvasia lo considera un pintor no excesivamente dotado, aunque alaba su habilidad para organizar obras con gran número de figuras. No se puede negar su capacidad narrativa, aunque ocupa un lugar secundario dentro del panorama de la Escuela Boloñesa del siglo XVII.
Como grabador fue instruido por Agostino Carracci, y alcanzó cierta relevancia en este campo, en el que fue bastante prolífico.

## Obras destacadas

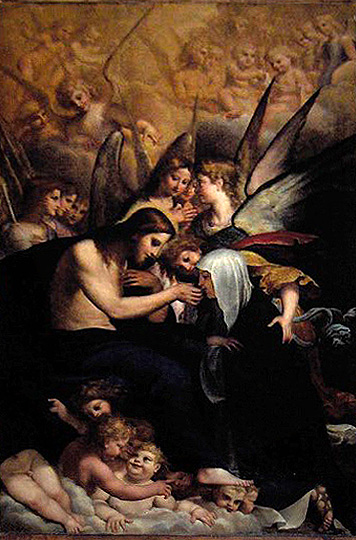
Matrimonio místico de Santa Catalina, San Domenico, Bolonia.

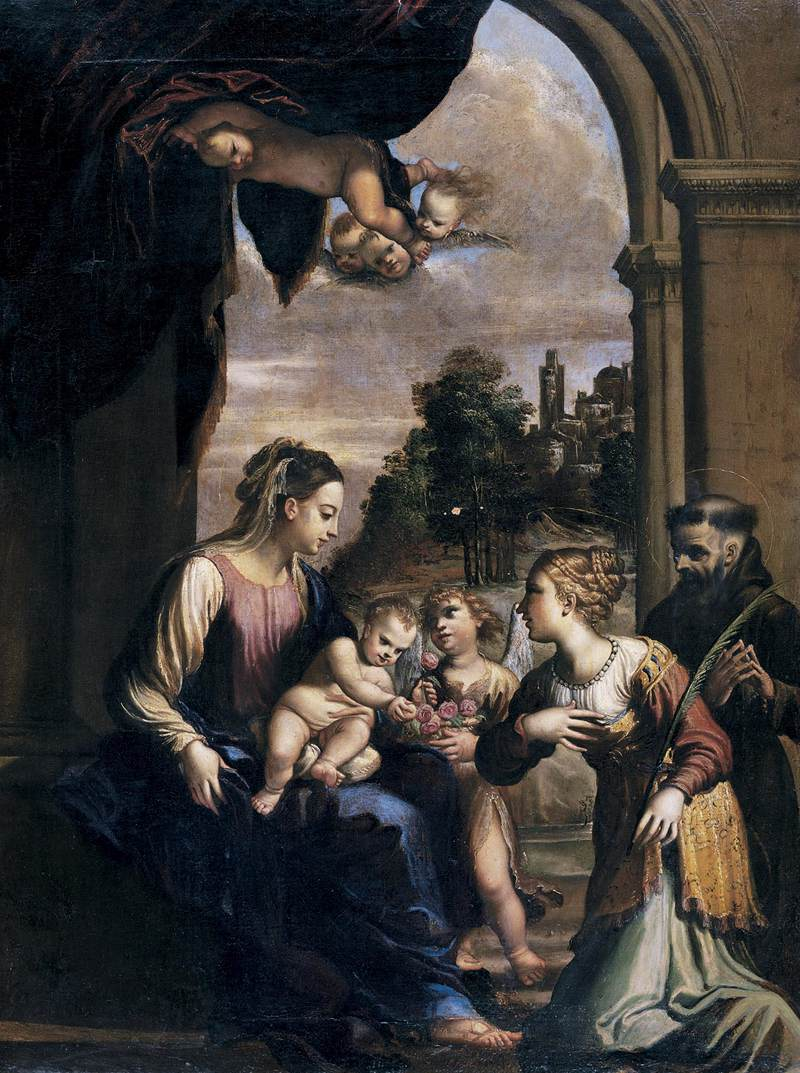
Virgen con niño y santos, colección particular.

### Decoraciones al fresco
- Frescos del Palazzo Fava, Bolonia (1598-1600)
  - Escenas de la Eneida
- Frescos del Oratorio de Santa Maria dell'Orazione, Bolonia (1600)
  - Subida al Calvario
- Frescos del claustro de San Michele in Bosco, Bolonia (1604-05)
  - Historias de San Benito
- Frescos del Palazzo Bonfioli-Rossi, Bolonia (1604-05)
- Frescos del Oratorio della Trinità, Pieve di Cento (c. 1605)

### Lienzos
- Coronación de la Virgen y San Lucas (1618, San Petronio, Bolonia)